# Black Emanuelle (Film)
Black Emanuelle (Originaltitel: Emanuelle nera) ist ein italienischer Sexploitation-Kultfilm von Bitto Albertini aus dem Jahr 1975. Er ist der erste einer ganzen Reihe von Filmen (siehe hierzu Black Emanuelle), die sich an den französischen Film Emmanuelle anlehnen, welcher ein Jahr zuvor erschien. Die „Black Emanuelle“ ist jedoch das komplette Gegenteil der Original-Emmanuelle aus Just Jaeckins Film und den Büchern von Emmanuelle Arsan, da sie ganz sicher keine sexuelle Bildung benötigt.
Der Film ist auch unter den Titeln Emanuelle in Africa, Emanuelle's Holiday und Black Emanuelle – Wilde Ekstase bekannt.

## Handlung
Die hedonistische, investigative Photojournalistin Mae Jordan, die als Emanuelle bekannt ist, reist im Auftrag ihres Magazins nach Nairobi in Kenia, um Aufnahmen der Tierwelt und Landschaft zu schießen. Sie kommt bei den Danielis unter und verliebt sich in Gianni Danieli, erlebt aber auch sexuelle Abenteuer mit Ann Danieli und den Freunden der Danielis Gloria Clifton und Richard Clifton, sowie einem Eingeborenen. Später fahren die Protagonisten auf eine Safari, wo Emanuelle entblättert an einem Stammestanz teilnimmt. Um frei und unabhängig zu bleiben, beendet sie schließlich die Beziehung zu Gianni und reist heim. Auf dem Rückweg teilt sie sich einen Waggon mit einem elfköpfigen, lüsternen Cricket-Team, was nicht ohne Folgen bleibt.
Für die Hardcorefassung wurden später einzelne Szenen mit Doubles nachgedreht.

## Songs
- Der Song „Black Emanuelle“ wird von den Bulldogs gespielt.
- Der Song „An impossible Love“ wird von Don Powell gespielt.

## Veröffentlichung
Black Emanuelle gelangte am 21. November 1975 durch die italienische Zensur. In der Bundesrepublik Deutschland kam der Film am 27. August 1976 in die Kinos.

## Kritik
Für das Lexikon des internationalen Films war Black Emanuelle ein „Schwachsinniger Soft-Porno im High-Society- und Touristen-Milieu Kenias“.